# Parafia św. Józefa Rzemieślnika w Bydgoszczy
Parafia Świętego Józefa Rzemieślnika w Bydgoszczy – rzymskokatolicka parafia w Bydgoszczy, erygowana w 1946 roku. Należy do dekanatu Bydgoszcz VI.